# 塞涅尔
塞涅尔，是匈牙利绍莫吉州所辖的一个村。总面积20.19平方公里，总人口311，人口密度15.4人/平方公里（2011年1月1日）。